# Каталитическая константа
Каталитическая константа (κcat) — величина, показывающая эффективность превращения субстрата в активном центре фермента, «число оборотов фермента» в единицу времени. При этом чем большие значения принимает константа, тем быстрее и эффективнее превращается субстрат в активном центре фермента в ходе каталитического процесса.